# Reichsbahndirektion Halle

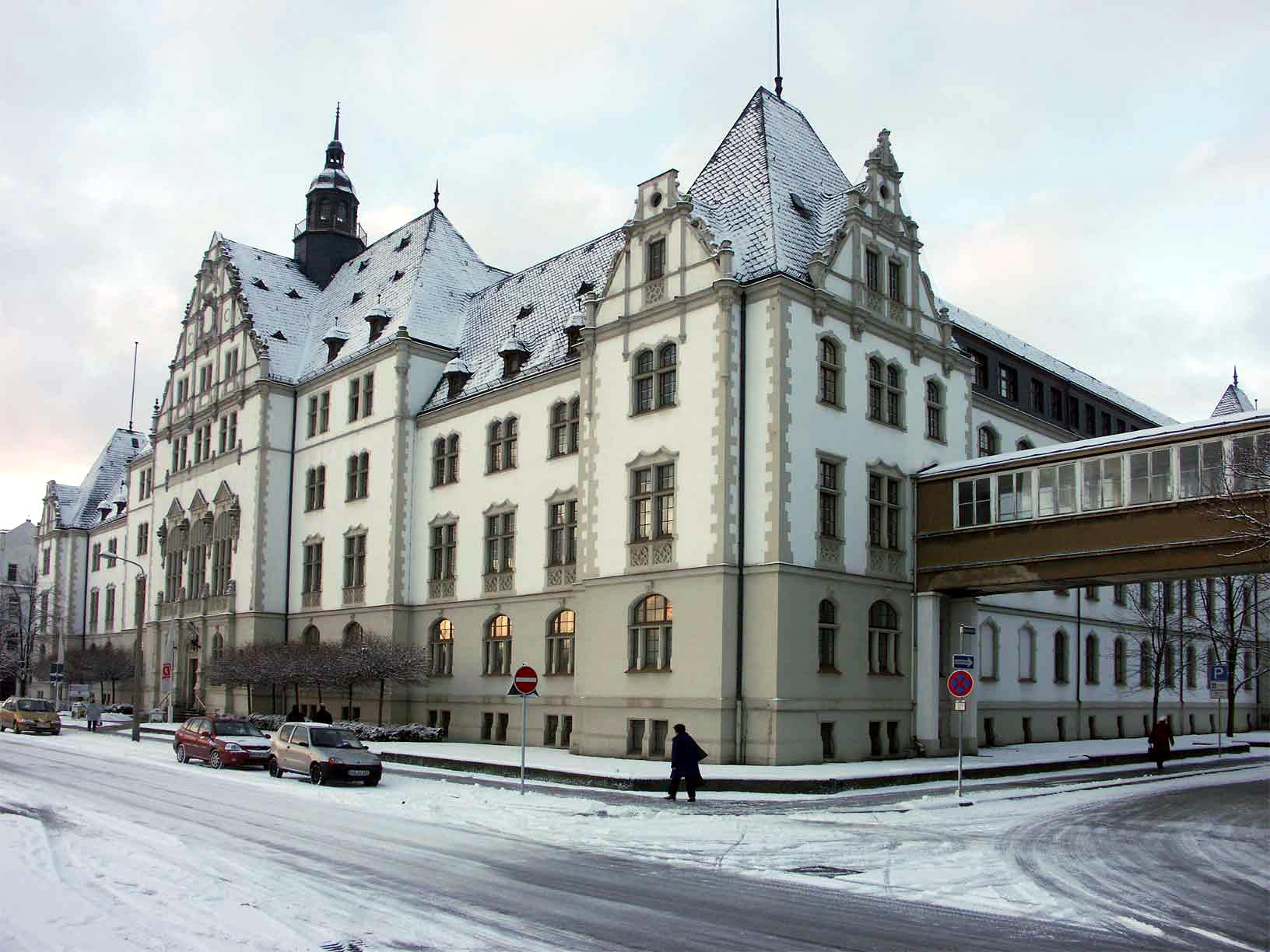
Hauptgebäude der ehemaligen Reichsbahndirektion Halle, heute Landesverwaltungsamt Sachsen-Anhalt

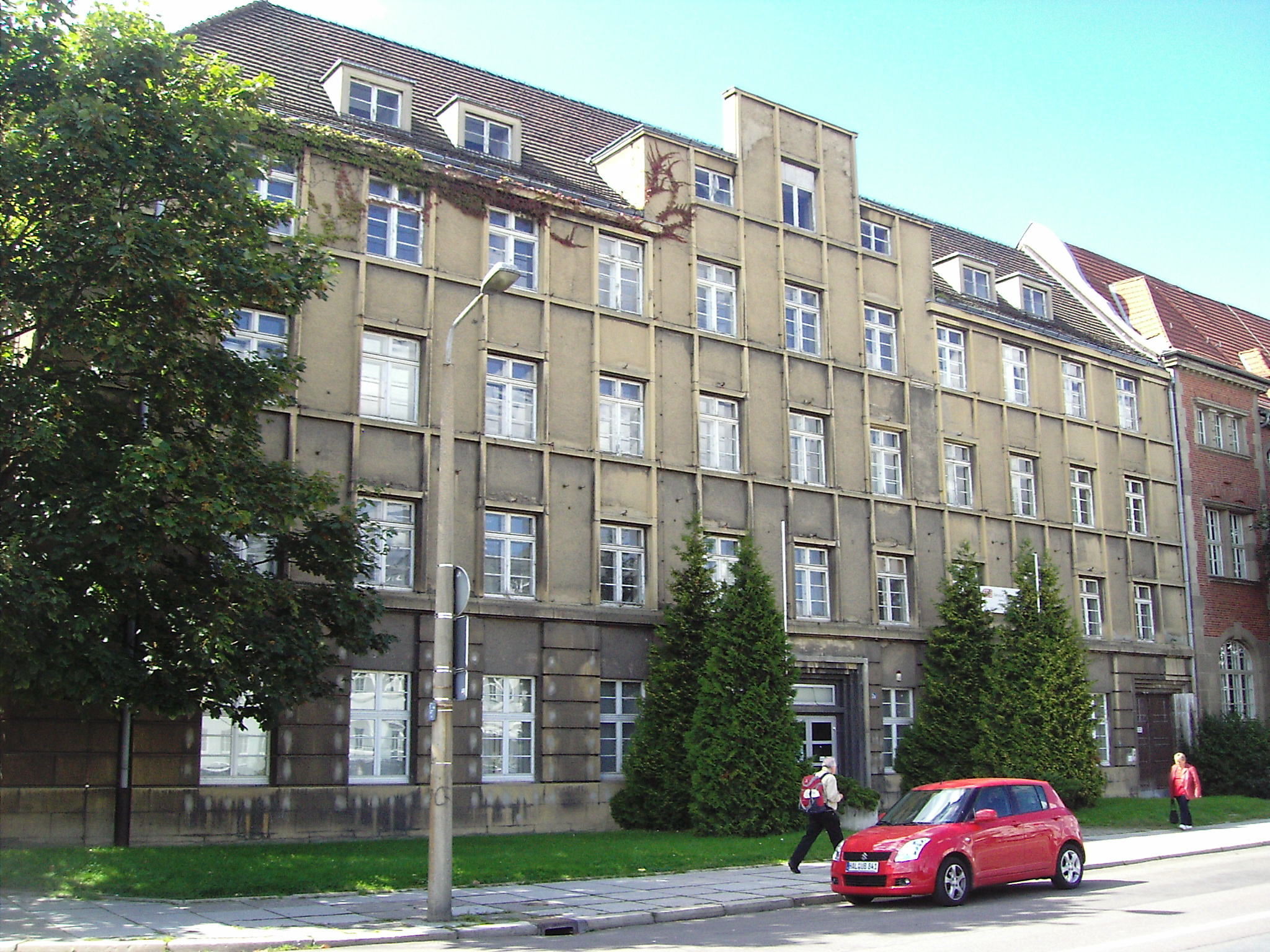
Benachbartes Reichsbahnamtsgebäude Halle (Saale)

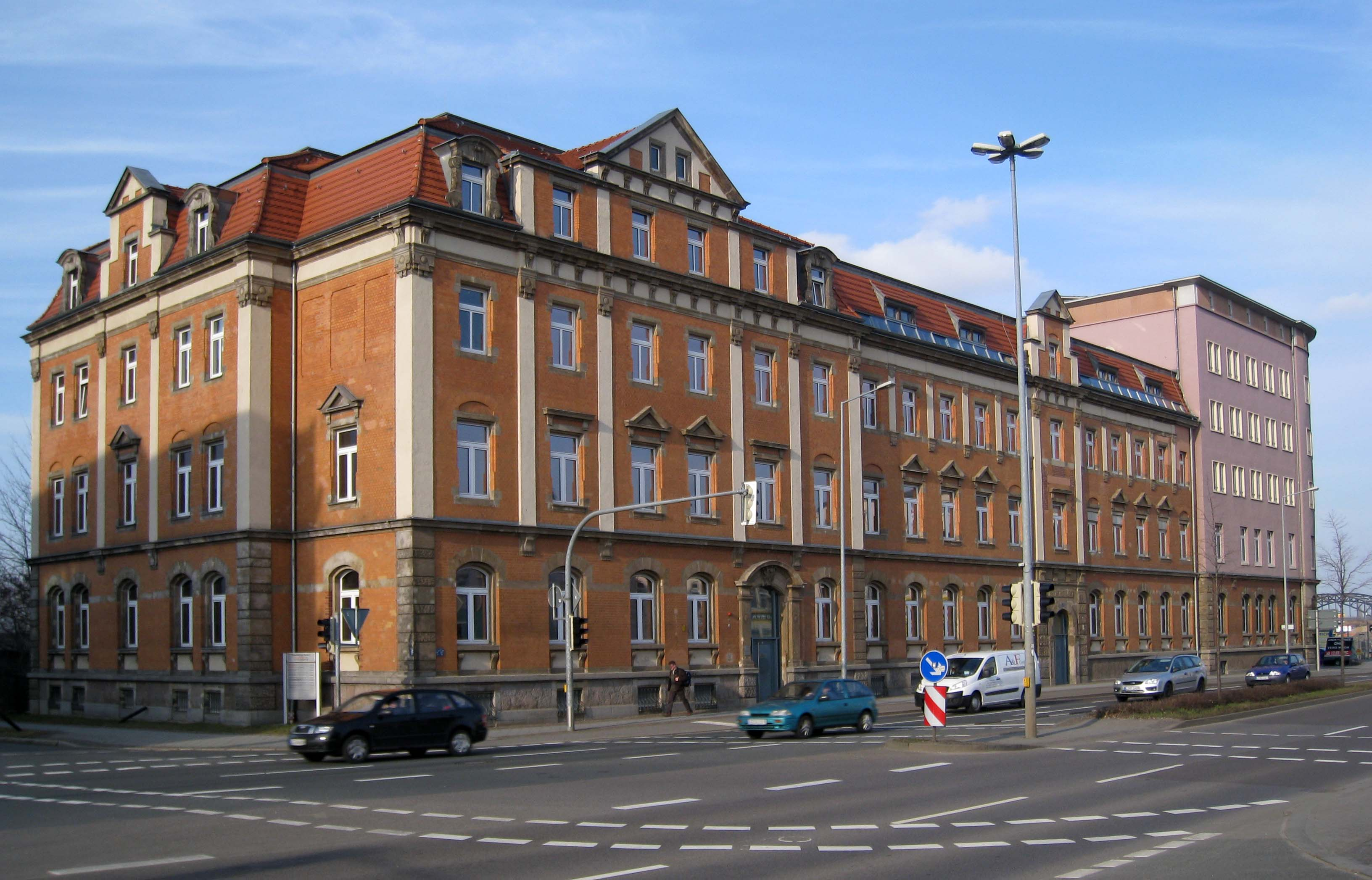
Reichsbahnamtsgebäude Leipzig

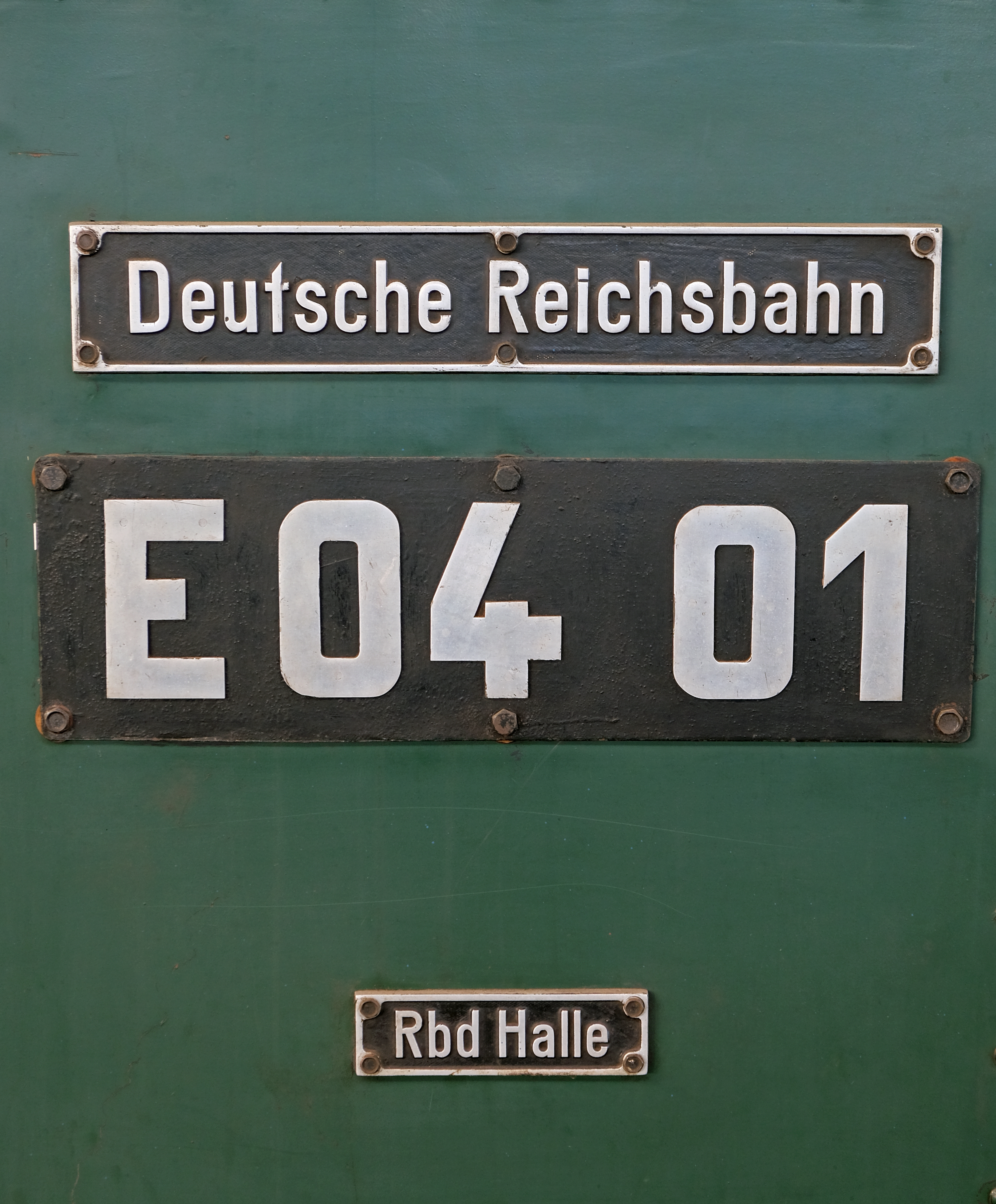
Lokschilder an einer Elok E04 der Rbd Halle

Die Reichsbahndirektion Halle war eine Eisenbahndirektion in Halle (Saale).

## Geschichte
Die Königliche Eisenbahndirektion Halle wurde 1895 im Bereich der Preußischen Staatsbahnen errichtet. Als 1920 die preußische Staatsbahn in der Deutschen Reichsbahn aufging, erhielt die Direktion in der Folge die Bezeichnung Reichsbahndirektion Halle (Saale). Der Zusatz „(Saale)“ fiel 1943 weg. Die entsprechende Bezeichnung bestand auch zu DDR-Zeiten weiter. Die Direktionen der Deutschen Reichsbahn wurden mit Gründung der Deutsche Bahn AG 1994 aufgehoben und ihre Aufgaben den dortigen Geschäftsbereichen übertragen.

## Zuständigkeitsbereich
Das Gebiet der Direktion erstreckte sich über die südlichen Teile der preußischen Provinzen Sachsen und Brandenburg und reichte im Osten bis in den westlichen Zipfel der Provinz Schlesien hinein. Daneben gehörte auch das sächsische Umland von Leipzig zum Direktionsbezirk.
Bedeutende Strecken innerhalb der Direktion waren:
- die Strecke (Magdeburg)–Calbe–Halle und Dessau–Leipzig
- die Strecke (Berlin)–Jüterbog–Bitterfeld–Halle/Leipzig–(Weißenfels–Thüringen)
- die Strecke (Magdeburg)–Wittenberg–Falkenberg/Elster–Ruhland–(Kohlfurt)
- die Strecke Leipzig–Falkenberg–Cottbus–(Sorau)
- der mittlere Teil der Berlin-Dresdner Eisenbahn
- die Strecke Wiesenburg–Calbe–Mansfeld der Wetzlarer Bahn/Kanonenbahn
- die Strecke Halle/Saale–(Halberstadt–Goslar) sowie

die von Leipzig ausgehenden Strecken
- bis Zeitz–(Gera)
- bis Altenburg (Thür)–(Hof)
- bis Wurzen–(Dresden)
- bis Geithain−(Karl-Marx-Stadt)

die Querbahnen
- Zeitz – Altenburg (Thür)
- Pegau – Neukieritzsch – Borna (b. Leipzig) – Geithain – (Karl-Marx-Stadt)

## Gebäude
Das Hauptgebäude der Eisenbahndirektion steht an der Ernst-Kamieth-Straße (zwischen Maybachstraße und Buddestraße) in unmittelbarer Nähe des Hauptbahnhofs und wurde 1901/1902 unter Leitung der Architekten und preußischen Baubeamten Paul Thoemer und Eduard Fürstenau errichtet. Das Bauwerk umschließt mit vier Flügeln auf rechteckigem Grundriss insgesamt fünf Innenhöfe, davon einen zentralen großen und vier gleiche kleinere in den Ecken des Komplexes. Mit den Ecktürmen, dem Mittelrisalit und einem groß ausgelegten Treppenhaus ist es eines der größten historistischen Verwaltungsgebäude in Halle (Saale). Ein späterer Erweiterungsbau auf dem gegenüberliegenden Eckgrundstück für das Reichsbahnamt Halle war durch eine geschlossene Verbindungsbrücke über die Buddestraße mit dem Hauptgebäude verbunden.

## Überlieferung
Die Überlieferung der Reichsbahndirektion Halle befindet sich in der Abteilung Dessau des Landesarchivs Sachsen-Anhalt.